# Leucoloma molle
Leucoloma molle är en bladmossart som beskrevs av Mitten 1859. Leucoloma molle ingår i släktet Leucoloma och familjen Dicranaceae. Inga underarter finns listade i Catalogue of Life.